# محمد خليل محسن

غلاف كتاب عقائد اهل الكتاب كما يصورها القرآن الكريم

غلاف كتاب الوجيز في علوم القرآن

غلاف كتاب التشريع الجنائي في الإسلام

مُحَمد خليل مُحسن الدِّيسي (ولد بالقدس - أبوديس، 1955م) كاتب فلسطيني، وأستاذ العلوم الشرعية والبحث العلمي في كلية الشرطة في أبوظبي. له العديد من المقالات والمؤلفات فقد ألّف العديد من الكتب في التربية الاجتماعية والعقيدة والتشريع الإسلامي، في عام 2013 تم تكريمه كأقدم محاضر في الجامعة.

## النشأة والتعليم
ولد في بلدة أبوديس البوابة الشرقية لمدينة القدس المحتلة. ونشأ وترعرع في ربوع أولى القبلتين، حيث استقى العلوم من مدارسها وأهل العلم فيها. حتى حصّل الدرجة العلمية: أستاذ دكتور. حيث حصل على درجة:
- دكتوراه في التخطيط الاستراتيجي.
- أستاذ دكتور، 2009، الجامعة الأمريكية في لندن.
- دكتوراه في الشريعة الإسلامية (فقه مقارن)، 2006 ، جامعة الزعيم الأزهري، السودان.
- دكتوراه في العقيدة الإسلامية، 2005 .
- أستاذ مشارك، 2004 ، الجامعة الأمريكية في لندن.
- دكتوراه في أصول تربية (دراسات إسلامية)، 1999 ، جامعة أم درمان الإسلامية، السودان.
- ماجستير تربية، 1995 ، الجامعة اليسوعية، في لبنان.
- ماجستير شريعة إسلامية، 1992 ، جامعة البنجاب، في باكستان.
- دبلوم خاص في التربية – تخصص (مناهج وطرق تدريس)، 1989 ، جامعة عين شمس، في مصر.
- دبلوم خاص في التربية – تخصص (صحة نفسية)، 1981 ، جامعة عين شمس، في مصر.
- دبلوم عام في التربية – تخصص (تربية إسلامية)، 1980 ، جامعة الأزهر، في مصر.
- ليسانس عقيدة وفلسفة، 1978 ، كلية أصول الدين في جامعة الأزهر، القاهرة.

## مـؤلـفـات

غلاف كتاب تربية الاجتماعية في فكر الإمام الغزالي

1. الوجيز في فقه المعاملات، دار الآفاق المشرقة - الشارقة - 2017.
2. مهارات الاتصال في اللغة العربية، 2017.
3. مهارات اللغة العربية، 2017.
4. الوجيز في علوم الحديث، 2017.
5. دارسات في العقيدة الإسلامية، 2016.
6. دارسات في الثقافة الإسلامية، 2016.
7. حقوق الإنسان في الإسلام والمواثيق الدولية ودولة الإمارات العربية المتحدة: دراسة مقارنة. 2015.
8. الوجيز في علوم القرآن، 2015.
9. التشريع الجنائي في الإسلام: دراسة فقهية مقارنة، 2014.[4]
10. المدخل إلى علم أصول الفقه، دار الآفاق المشرقة - الشارقة - 2014.
11. أحكام الوصية والميراث والوقف في الفقه والقانون.[5]
12. الشرطة المجتمعية ، 2011.
13. عقائد أهل الكتاب كما يصورها القرآن الكريم.[6][7][8]
14. التربية الاجتماعية في القرآن الكريم ودورها في مكافحة الجريمة والانحراف، 2002.
15. الوصية والوقف – دراسة مقارنة، 2008 م .
16. مناهج البحث العلمي (قواعده ومهاراته).[9]
17. التربية الاجتماعية في فكر الإمام الغزالي.[10][11]
18. تأملات في الفلسفة اليونانية والإسلامية، القاهرة، 2018 م.
19. اللغة العربية (1)، كلية الشرطة، 2016م.
20. اللغة العربية (2)، كلية الشرطة، 2016م.
21. موسوعة الأحوال الشخصية في ضوء قانون الأحوال الشخصية لدولة الإمارات العربية المتحدة: دراسة مقارنة.[12]
22. الوجيز في شرح قانون الأحوال الشخصية الإماراتي: دراسة مقارنة في أحكام الشريعة الإسلامية والقانون الاتحادي رقم 28 لسنة 2005 في شأن الأحوال الشخصية الإماراتي والمعدل بموجب القانون الاتحادي رقم 8 لسنة 2019م، والقانون الاتحادي رقم 5 لسنة 2020 م.[13]
23. أحكام المواريث بين الفقه والقانون في ضوء قانون الأحوال الشخصية الاتحادي الإماارتي، دارسة مقارنة بالتشريعات العربية، دار الفكر والقانون، المنصورة، 2022.
24. الثقافة الإسلامية والقضايا المعاصرة، دار الحكمة، الشارقة، 2022.
25. معالم التفكير الإبداعي في الفلسفة الإسلامية -دارسة تحليلية نقدية، المتحدة للنشر والتوزيع، الشارقة، 2022.
26. المدخل لدرارسة القانون (نظريتا الحق والقانون)، كنوز المعرفة للطباعة والنشر، الشارقة، 2022.
27. الثقافة الإسلامية، دار الحكمة للطباعة والنشر، الشارقة، 2022.
28. أثر الفلسفة اليونانية في الفكر الإنساني، المتحدة للنشر والتوزيع، الشارقة، 2022.
29. الوجيز في فقه العبادات: دراسة تحليلية مقارنة. 2015.
30. مبادئ حقوق الإنسان.
31. الوجيز في فقه المواريث.
32. دور الاتصال الإعلامي في إدارة الأزما ت، دار الحكمة، الشارقة، 2022.
33. الأصول العلمية لإعداد البحوث القانونية والرسائل الجامعية، 2021.[14]
34. حقوق الانسان في ظل المتغيرات والتحديات المعاصرة، دراسة تحليلية في ضوء أحكام القانون الدولي لحقوق الانسان.
35. العلاقات الدولية في ظل الفضاء الالكتروني المعاصر.
36. المنظمات الدولية في ظل المتغيرات المعاصرة.
37. فلسفة التربية الاجتماعية في القرآن الكريم و دورها في مكافحة الجريمة و الانحراف.[15]

## عمل
- أستاذ العلوم الشرعية والبحث العلمي في كلية الشرطة في أبوظبي.[16]
- عَملَ أستاذاً للمساقات الشرعية والتربوية في جامعة القدس المفتوحة- فرع أبوظبي.
- عَملَ أستاذاً للثقافة الإسلامية في جامعة أبوظبي
- عَملَ أستاذاً للثقافة الإسلامية في جامعة عجمان
- عَملَ أستاذاً للثقافة الإسلامية في كلية الإمارات للعلوم والتكنولوجيا.
- عَملَ أستاذاً للعلوم الشرعية (أصول الفقه، أحوال شخصية، فقه المواريث والوصايا والوقف، تاريخ التشريع) في جامعة العين للعلوم والتكنولوجيا.
- عَملَ أستاذاً للعلوم الشرعية في جامعة الحصن.
- أستاذ زائر لدى الجامعة الأمريكية في لندن.

وقد أشرف على بحوث العديد من طلبة الدراسات العليا.

## تكريمه
في 7 أكتوبر 2013 تم تكريمه كأقدم محاضر في كلية الشرطة في أبوظبي، فقد كرم العقيد سيف علي الكتبي مدير عام كلية الشرطة في مكتبه الأستاذ الدكتور محمد خليل محسن الديسي بمناسبة اليوم العالمي للمعلم، كونه أقدم محاضر في كلية الشرطة، وحضر حفل التكريم كلاً من مديري الإدارات ورؤساء الأقسام وعدد من طلاب الدفعة الرابعة والعشرين المرشحين وهم طلاب الدفعة الخريجة، ويأتي هذه التكريم في إطار حرص إدارة كلية الشرطة على تقدير كل المتميزين والمخلصين في العمل والذين أسهوا وبشكل كبير في تطوير العملية التعليمية لكلية الشرطة، وتم تسليم الدكتور الديسي درع تذكاري بهذه المناسبة من قبل سعادة مدير عام كلية الشرطة وتمنى له التوفيق والسداد في مسيرته العلمية والعملية، كما تقدم الدكتور الديسي للعقيد الكتبي بالشكر الجزيل على تكريمه مؤكداً الدعم الكبير الذي تقدمه إدارة كلية الشرطة للسادة المحاضرين في تقديم أفضل الخدمات الأكاديمية لأبنائها الطلبة الدارسين.

## روابط خارجية
- صفحته وقائمة ببعض كتبه - اتحاد مكتبات الجامعات المصرية
- قائمة بكتبه في مكتبة الملك فهد الوطنية
- قائمة بكتبه - جامعة الإمارات